# 유효 포텐셜
유효 퍼텐셜 또는 가짜 퍼텐셜은 물리학에서 복잡한 체계를 단순화하는 개산이다. 가짜 퍼텐셜은 원자물리학과, 중성자 산란, 계산화학에 응용한다. 가짜 포텐셜은 1934년에 한스 핼만 물리학자가 개발했다.

## 원자물리학
유효 퍼텐셜은 핵 전자의 복잡한 효과를 쉽게 다룰 수 있도록 해준다. 더 자세히 말하면, 핵 전자의 상태와 핵 전자로 인해서 생기는 퍼텐셜을 유효 퍼텐셜로 쉽게 표현하는 것이다. 다르게 말하면 가짜 퍼텐셜은 슈뢰딩거 방정식의 쿨롱 퍼텐셜을 대리한다. 이렇게 하면 핵 전자의 상태를 고려하지 않아도 되며, 원자가 전자 상태를 가짜 파동 함수로 표현할 수 있다. 이 가짜 파동 함수는 마디 수가 상대적으로 작기 때문에 단순한 푸리에 급수로 설명할 수 있게 되고, 이로 인해 평면파 바탕 함수 집합을 (plane-wave basis set) 사용할 수 있다.
평면파 바탕 함수 집합 계수는 다른 바탕 함수 집합들과 달리 에너지 차단 반지름(energy cutoff radius)으로 정해진다. 대부분의 논문에는 에너지 차단 반지름을 {\displaystyle r_{c}}로 표기한다. 핵 차단 반지름도 {\displaystyle r_{c}}로 표기하지만, 둘은 다르다. 에너지 차단 반지름은 바탕 함수 집합의 크기를 정해주고 값이 클수록 정확도가 높다. 또한, 에너지 차단 반지름의 단위는 에너지이지만 핵 차단 반지름의 단위는 거리이다. 핵 차단 반지름은 (core cutoff radius) 유효퍼텐셜의 크기를 정해주고 값이 클수록 정확도가 낮다. 다르게 말하면, 핵 차단 반지름은 어떤 거리부터 원자가 전자의 가짜 파동 함수가 "진짜 파동 함수"(모든 전자를 포함한 파동 함수)와 일치하는지를 보여주는 것이다. 가짜 파동함수는 핵 차단 반지름보다 더 큰 거리에서는 진짜 파동 함수랑 에너지와 전자 밀도가 같지만 핵 차단 반지름보다 더 작은 거리에서는 일치하지 않는다. 여기에서 진짜 파동 함수는 대부분 한 원자의 파동 함수다.
유효 퍼텐셜을 구성할 때에는 주로 고립된 하나의 원자를 기준으로 잡는다. 예를 들면, 탄소 유효퍼텐셜은 고립된 하나의 탄소 원자를 기준으로 본다. 그런다고 해서 유효 퍼텐셜로 고립된 원자의 상태와 반응만을 설명하는 것은 아니다. 유효 퍼텐셜은 다른 환경에서에도 원자가 어떻게 반응하는 지를 설명할 수 있다. 그러나, 대부분의 유효 퍼텐셜이 모든 환경에서 정확하지 못한다.
여러 환경에서 정확한 유효퍼텐셜은 양도 가능(transferable) 유효퍼텐셜이라고 한다. 양도 가능 유효퍼텐셜은 대부분 핵 차단 반지름이 작은 편이다. 하지만 핵 차단 반지름 작기 때문에 계산량이 많다. 반면, 핵 차단 반지름이 큰 유효 퍼텐셜은 계산량이 작고 이런 유효 퍼텐셜을 연질 (soft) 퍼텐셜이라고 한다.
유효 퍼텐셜 종류는 크게 실증 유효퍼텐셜과 순 이론적 유효퍼텐셜로 나눌 수 있다. 실증 (empirical) 유효 퍼텐셜은 실험에서 얻은 값과 정보를 써서 만든 유효 퍼텐셜이고 순 이론적(ab-initio) 유효퍼텐셜은 물리학 및 화학의 이론만을 이용해서 만든 유효 퍼텐셜이다.
또한 유효 퍼텐셜을 표준 보존 유효 퍼텐셜과 극 연질 유효 퍼텐셜로 나눌 수 있다.

### 표준 보존 유효 퍼텐셜
표준 보존 유효 퍼텐셜은 1979년에 Hamann, Schlüter와 Chiang이 개발했다.
표준 보존 유효 퍼텐셜의 특징은:
1. 가짜 원자가 전자 파동 함수는 마디가 없다
2. 가짜 원자가 전자 파동 함수는 핵 차단 반지름보다 더 큰 거리에서는 진짜 파동 함수와 일치한다
3. 핵 차단 반지름보다 적은 거리에서는 가짜 원자가 전자의 파동 함수의 전하가 진짜 파동 함수의 전하랑 일치한다.
정확히 말하면,
{\displaystyle \int _{r<r_{c}}dr\phi _{\mathbf {R} ,i}({\vec {r}})\phi _{\mathbf {R} ,j}({\vec {r}})=\int _{r<r_{c}}dr{\tilde {\phi }}_{\mathbf {R} ,i}({\vec {r}}){\tilde {\phi }}_{\mathbf {R} ,j}({\vec {r}})},
여기에서 {\displaystyle {\tilde {\phi }}_{\mathbf {R} ,i}}는 가짜 원자가 전자의 파동 함수고 {\displaystyle \phi _{\mathbf {R} ,i}}는 진짜 파동함수다.
4. 가짜 원자가 전자 파동 함수의 고유와 진짜 전자 파동 함수의 고유와 함같아야 한다

### 극 연질 유효 퍼텐셜
극 연질 유효 퍼텐셜은 1990년에 Vanderbilt가 개발했다.극 연질 유효 퍼텐셜은 표준 보존 유효 퍼텐셜과 달리
{\displaystyle \int _{r<r_{c}}dr\phi _{\mathbf {R} ,i}({\vec {r}})\phi _{\mathbf {R} ,j}({\vec {r}})\neq \int _{r<r_{c}}dr{\tilde {\phi }}_{\mathbf {R} ,i}({\vec {r}}){\tilde {\phi }}_{\mathbf {R} ,j}({\vec {r}})}

극 연질 유효 퍼텐셜은 표준 보존 유효 퍼텐셜보다 핵 차단 반지름이 더 작기 때문에 대부분 계산시간이 더 적다. 하지만 극 연질 유효 퍼텐셜은 계산량이 더 많기 때문에 항상 극 연질 유효 퍼텐셜이 표준 보존 유효 퍼텐셜보다 계산시간이 적지는 않다. 시스템이 크면 극 연질 유효 퍼텐셜이 계산시간이 표준 보존 유효 퍼텐셜보다 적지만, 시스템이 작으면 극 연질 유효 퍼텐셜이 표준 보존 유효 퍼텐셜다 계산시간이 더 클 수 있다.

## 페르미 유효 퍼텐셜
페르미 유효 퍼텐셜은 엔리코 페르미가 개발한 유효 퍼텐셜이다. 페르미 유효 퍼텐셜은 중성자 산란을 설명하고 퍼텐셜의 방정식은 이렇다:
{\displaystyle V(r)={\frac {2\pi \hbar ^{2}}{m}}\,b\,\delta (r)}
여기에 {\displaystyle m} 은 질량이고 {\displaystyle \delta (r)}는 디랙 델타 함수다.